# Bridge Mountain
Bridge Mountain — szczyt w Hrabstwie Clark w Nevadzie (USA). Bridge Mountain zawdzięcza swoją nazwę mostowi skalnemu, znajdującemu się w pobliżu szczytu. Wysokość góry wynosi 2 120 m (6 955 stóp) n.p.m.
Szczyt jest często odwiedzany przez turystów.

## Przypisy

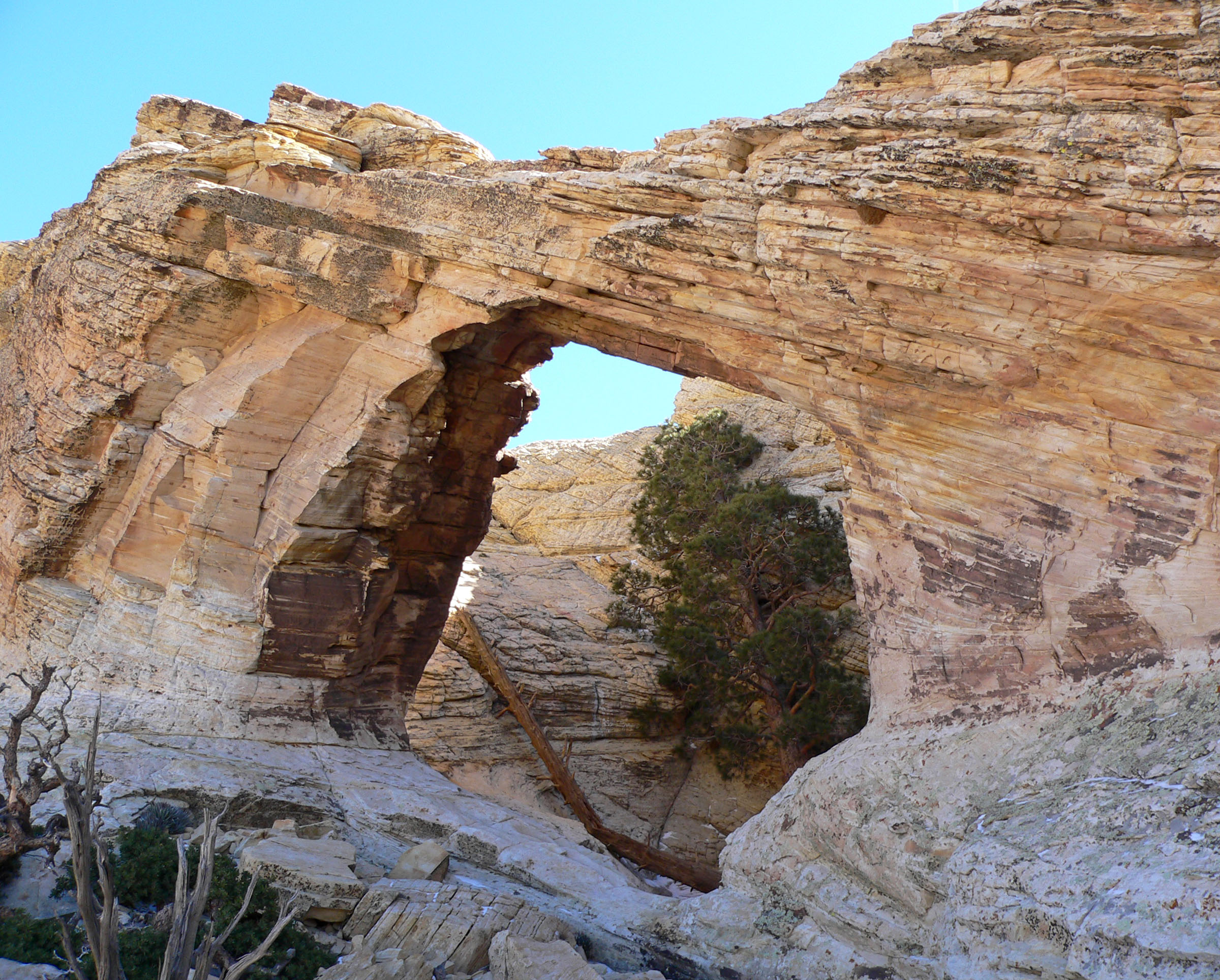
Most skalny